# Lispocephala nebulosa
Lispocephala nebulosa är en tvåvingeart som beskrevs av Malloch 1935. Lispocephala nebulosa ingår i släktet Lispocephala och familjen husflugor. Inga underarter finns listade i Catalogue of Life.